# Stop!! Hibari-kun!
Stop!! Hibari-Kun! (ストップ!! ひばりくん!?) è un manga giapponese scritto e disegnato da Hisashi Eguchi. 

## Trama
Kohsaku Sakamoto ha da poco perso la madre, per soddisfare le sue ultime volontà si reca a vivere da uno yakuza amico della madre con le sue quattro figlie. È qui che Kohsaku incontrerà le sue quattro nuove "sorellastre", ma tra tutte è solo Hibari a innamorarsi follemente di lui. Purtroppo per lui, Hibari si rivela essere un ragazzo, così tanto effeminato da sembrare completamente una ragazza; ma non una semplice "ragazza": una di quelle così innamorate da esser follemente gelose. Gelosia che impedirà a Kohsaku di avvicinarsi alla bella Rie, amica di Hibari.

## Personaggi
- Kōsaku Sakamoto (坂本 耕作, Sakamoto Kōsaku) è il protagonista di Stop!! Hibari-kun!! ed è originario di Kumamoto. È uno studente liceale dal cuore puro che rifiuta costantemente le avances di Hibari nei suoi confronti ,ma col passare del tempo si preoccupa sempre più di essere influenzato da Hibari. Inizialmente non abile nel combattimento, si unisce al club di boxe dell'Accademia Wakaba nel tentativo di diventare più forte a causa della forza intrinseca di Hibari, che raggiunge man mano che la serie avanza. Kōsaku è doppiato in giapponese da Tōru Furuya.
- Hibari Ōzora (大空 ひばり Ōzora Hibari) è il co-protagonista di Stop!! Hibari-kun!!. Hibari è uno studente di scuola superiore maschio che sembra e si comporta come una ragazza, con grande sgomento da parte del padre.  Hibari preferisce essere indicata come la figlia di Ibari, e ha espresso interesse ad avere il seno.Secondo Suzume, Hibari diventa più femminile dopo che Kōsaku inizia a vivere in casa Ōzora. Mostra un interesse per Kōsaku all'inizio e continua ad avanzare verso di lui per tutta la serie.Cap.  Hibari diventa più audace con il progredire della serie, incluso il flirt aperto con Kōsaku a scuola,arrivando a baciandolo. Hibari è estremamente atletico e intelligente, oltre ad essere fisicamente forte nonostante la struttura corporea relativamente piccola di Hibari. Hibari è doppiato in giapponese da Satomi Majima.
- Ibari Ōzora ((大空 いばり, Ōzora Ibari) è il padre di Tsugumi, Tsubame, Hibari e Suzume e boss di un gruppo mafioso. Ibari è doppiato in giapponese da Yoji Yanami.
- Tsugumi Ōzora ( (大空 つぐみ, Ōzora Tsugumi). Tsugumi è doppiata in giapponese da Fumi Hirano.
- Tsubame Ōzora (大空 つばめ, Ōzora Tsubame)
- Suzume Ōzora  (大空 すずめ, Ōzora Suzume)
- Sabu (サブ)
- Seiji (政二)
- Makoto Shiina (椎名 まこと, Shiina Makoto)
- Rie Kawai (可愛 理絵, Kawai Rie)
- Mitsuo Kaji 梶 みつを, Kaji Mitsuwo)
- Kaori Hanazono 花園 かおり, Hanzono Kaori)
- Sayuri Kōenji 高円寺 さゆり, Kōenji Sayuri)